# 마시밀리아노 스포르차

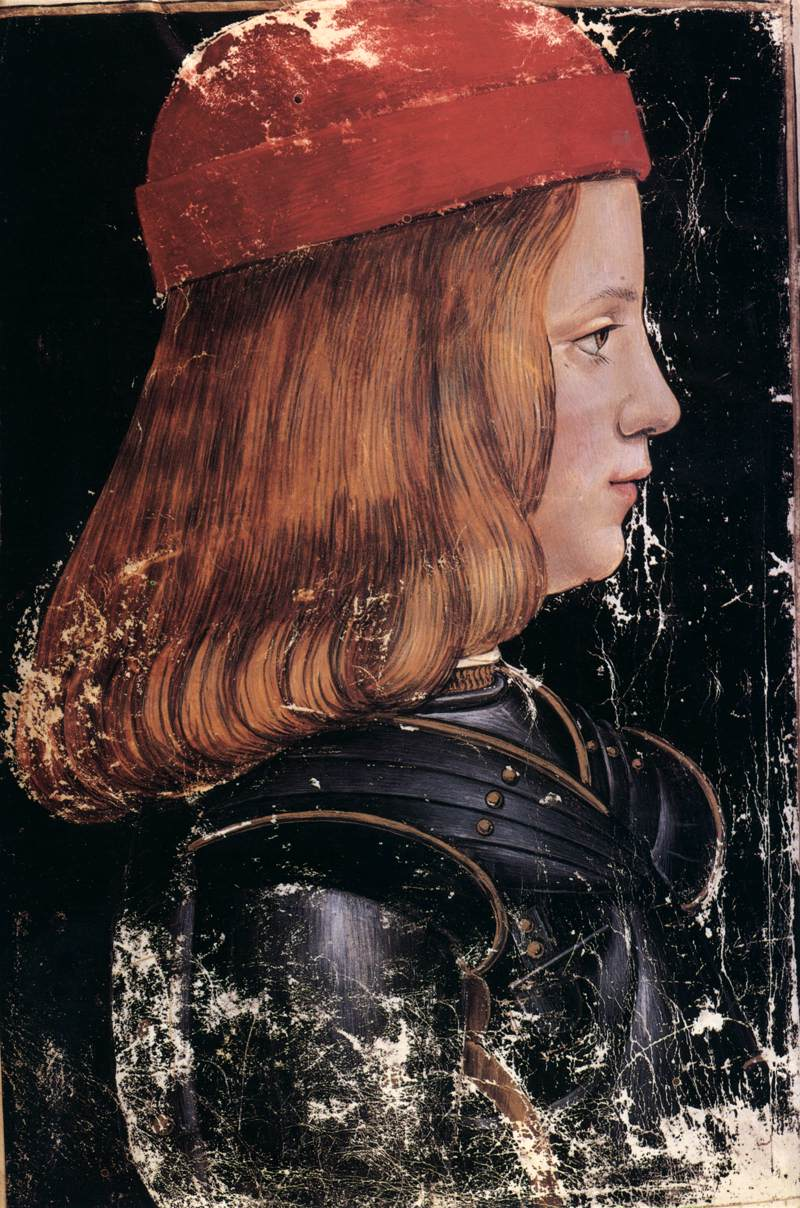
마시밀리아노 스포르차 c.1496–1499

마시밀리아노 스포르차(Massimiliano Sforza, (1493년 1월 25일~1530년 6월 4일)는 스포르차 가문 출신의 밀라노 공작이며, 루도비코 스포르차의 아들이다. 그는 프랑스의 루이 12세(1500–1512)와 프랑수아 1세(1515년)의 점령 시기 사이인 1512년–1515년 사이를 지배했다. 마리냐노 전투에서 프랑스의 승리로 끝난 후, 마시밀리아노는 프랑스군대에 포로로 붙잡혔다. 그는 30,000 두캇에 밀라노의 권리를 포기해야만 했고 프랑스에서 계속 거주하였다.
그가 세 살일 때, 그의 아버지는 헨리 7세의 어린 딸 메리 튜더와의 혼인을 주선하려 했었다. 하지만 헨리 7세는 이 제안을 거절하였다. 마시밀리아노의 아버지는 프랑스를 상대로 헨리 7세가 그를 도와줄 것을 기대하였으나, 그것은 헨리 7세의 관심 사항이 아니었다.

## 같이 보기
- 이탈리아 전쟁